# Elisabeth Kuyper

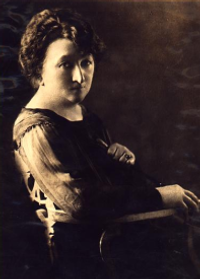
Elisabeth Kuyper

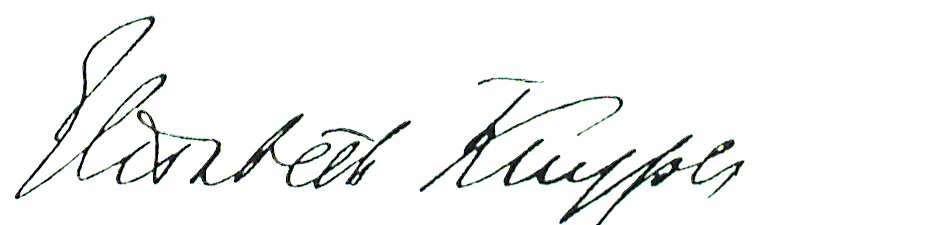
Unterschrift 1926

Elisabeth Johanna Laminia Kuyper, bis 1903 noch als Vize Kuyper, später dann Elisabeth (* 13. September 1877 in Amsterdam; † 26. Februar 1953 in Muzzano) war eine niederländisch-deutsche Dirigentin, Komponistin der Spätromantik und Frauenrechtlerin. Sie gewann 1905 als erste Frau den Mendelssohn-Preis für Komposition und war ab 1908 die erste weibliche Lehrkraft für Komposition an der von Joseph Joachim gegründeten Berliner Hochschule für Musik (heute UDK).

## Leben
Kindheit und Ausbildung in Amsterdam
Kuyper, das älteste der drei Kinder von Joannes Kuyper und dessen Frau Elisabeth, geborene Robin, begann bereits als Sechsjährige mit dem Klavierspiel. Ab 1889 erhielt sie Gesangs- und Musikunterricht am Maatschappij tot Bevordering der Toonkunst. Zu ihren Lehrern zählten Anton Averkamp, Frans Coenen und Daniel de Lange. 1895 bestand sie das Abschlussexamen an dieser Akademie mit Auszeichnung; sie erstellte in dieser Zeit auch erste Kompositionen und eine einaktige Oper.
Klavier- und Kompositionsstudium in Berlin & Lehrtätigkeit
Von 1896 bis 1900 studierte Elisabeth Kuyper an der Königlichen Musikhochschule in Berlin (heute UDK) Klavier bei Karl Heinrich Barth und Theorie bei Leopold Carl Wolf. Später schrieb sie über ihre Lehrer an der Hochschule: „Wo ich das Höchste wünschte und instinktiv das Geniale suchte, fand ich Talent, Fleiß und oft Philistertum.“ 1901 war sie die erste Studentin, die für die Meisterklasse für Komposition von Max Bruch an der Preußischen Akademie der Künste in Berlin zugelassen wurde. Die Jahre, in denen sie bei Max Bruch lernte, sind ihre kompositionsreichsten. Ihre Sonate für Violine und Klavier, A-Dur, ist 1902 ihr erstes Werk im Druck, welches anschließend mehrmals, auch von ihr selbst, aufgeführt wird. Mitunter ein Grund des Drucks ist die Fürsprache ihres Lehrers Wilhelm Altmann, der in seiner Besprechung von Violinsonaten zeitgenössischer Komponisten schreibt: „Verrät manches, so namentlich der vielfach unnötigen Wechsel der Tonarten die Anfängerin, so zeugt diese Sonate doch von großem Talent, technischem Geschick und glücklicher Empfindungsgabe (…) man wird sich jedenfalls den Namen der Komponistin merken müssen.“ Bruch schätzte ihre Kompositionen, entwickelte sich zu ihrem Förderer, empfahl sie der niederländischen Regierung für Stipendien und ermöglichte ihr, die deutsche Staatsbürgerschaft zu erwerben. Kuyper schrieb einst über ihn: „Wir flogen zusammen in die Unendlichkeit der Phantasie, schwärmten für das Schöne und Große (…) Er kämpfte für das Talent, wo immer er es erkannte, und so kämpfte er für mich wie ein Löwe gegen die Vorurteile, welche der schöpferischen Frau von der Welt entgegengebracht wurden.“
Dank ihrer Serenade für Orchester op. 8 in d-Moll, welche bei einem Konzert der Meisterklasse uraufgeführt wurde, erhielt sie 1905 als erste Komponistin den Mendelssohn-Preis, ein staatliches Stipendium zur Förderung junger Komponisten. 1905 und 1906 zählen wohl zu ihren erfolgreichsten Jahren: Sie erhielt auch von der niederländischen Regierung das Staatsstipendium für Komposition, gab erfolgreiche Konzerte und dirigierte eigene Werke. „Über Mangel an öffentlicher Anerkennung kann ich mich übrigens nicht beklagen“. Ihr bestbekanntes Werk, ein Violinkonzert in h-Moll, wurde im Februar 1908 unter Dirigation von Bruch selbst uraufgeführt. Ab April 1908 war sie schließlich die erste weibliche Lehrkraft für Komposition an der Berliner Hochschule für Musik, allerdings nur als Hilfslehrerin. Voraussetzung für die Stelle war die preußische Staatsbürgerschaft, die sie durch Unterstützung Max Bruchs im selbigen Jahr erhielt. Ebenfalls 1908 begann sie eine Tätigkeit als Korrespondentin des Nieuwe Rotterdamsche Courant.
Gründung eines Frauenchors und des Berliner Tonkünstlerinnen-Orchesters
Aufgrund von Hindernissen in ihrer Karriere – so war Musikerinnen der Eintritt in die führenden Orchester verwehrt – war sie auch in die Frauenrechtsbewegung involviert. Auf Anraten des Musikprofessors Wilhelm Altmann, der wohl neben Max Bruch zu den wichtigsten Bekanntschaften und Einflüssen zählt, gründete sie 1909 den (professionellen) Frauenchor des Lyzeum-Clubs und 1910 das von ihr dirigierte Berliner Tonkünstlerinnen-Orchester. In der „Allgemeinen Musikzeitung“ berichtete sie nachträglich über diese Zeit: „Ich habe während mehrerer Jahre sozusagen mein Herzblut für diese Sache gegeben. Was das heißen will, ein derartiges Unternehmen ohne Fonds aus dem Nichts zu stampfen, und es mehrere Jahre zu halten, sein eigener Dirigent, Geschäftsführer, ja sogar Orchesterdiener zu sein, während man noch als weitere Beschäftigung das Amt einer Lehrstelle für Theorie und Komposition mit 18 Pflichtstunden an der Hochschule bekleidet, während man komponierte, Privatstunden gab, einen Frauenchor regelmäßig leitete, Konzerte hatte – …“. Durch dieses Orchester bekamen ausgebildete Musikerinnen die Chance ihr Können in einem angemessenen Arbeitsfeld auszuüben, während den meisten Frauen in dieser Zeit der Beruf als Orchestermusikern verehrt blieb. Neben dem Aspekt der Emanzipation, war es auch Kuypers Ziel, durch ihre Konzerte die Musik dem Volk näher zu bringen, indem die Eintrittskarten günstig verkauft wurden. Trotz großer Publikumserfolge musste das Orchester Ende 1912 aus finanziellen Gründen aufgelöst werden, da es mit keinen Subventionen unterstützt wurde.
Ende der Lehrtätigkeit an der Berliner Hochschule für Musik
Auch im Jahr 1912 erhielt sie eine Anstellung an der Hochschule Berlin als außerordentliche Lehrkraft, trotz ihrer Bemühungen aber nie eine ordentliche Anstellung. Sie bewarb sich immer wieder für eine ordentliche Stelle mit Pensionsberechtigung, blieb aber erfolglos. Trotz der vollen Stundenzahl, die sie gab, blieb sie halbjährig kündbar. Während des Ersten Weltkriegs war sie darum praktisch mittellos und arbeitete bis an die Grenzen der Erschöpfung. 1919 nahm sie sich einen Erholungsurlaub bis Ostern 1920, um ihre im Dezember verstorbene Mutter zu beerdigen und ihren Haushalt aufzulösen.
1920 und 1921 starben ihre Mentoren Max Bruch und Engelbert Humperdinck. Nach ihrer Rückkehr aus dem Urlaub erhielt sie ein Kündigungsschreiben der Hochschule. Sie fand keine neuen Anstellungen und verließ aufgrund gegen sie gerichteter Intrigen Deutschland. Eine Pension durch die Hochschule erhielt sie trotz Bemühungen, die ca. 30 Jahre andauerten, bis an ihr Lebensende nicht. „Obwohl der Amtsarzt ihr nach ihrer Entlassung 1921, auf Grund ihrer nervlichen und körperlichen Verfassung eine „dauernde Dienstunfähigkeit“ bescheinigt, erhielt sie später nur ein Gnaden-Ruhegehalt von 50 RM pro Monat.“ Nach ihrer Kündigung widmete sie sich trotz ihrer Probleme wieder intensiv ihren Kompositionen und setzte sich mit viel Energie für eine Verbesserung der Orchestersituation für Frauen ein.
Gründung des London Women’s Symphony Orchestra und American Women’s Symphony Orchestra in den 1920ern
Für die Eröffnung des Internationalen Frauenfriedenskongress in Den Haag versammelte Kuyper Sängerinnen und Musikerinnen und dirigierte diese Gruppen. Daraufhin ermunterte die Präsidentin des Frauenrats Ishbel Marie Gordon, Lady von Aberdeen, Kuyper nach England zu gehen. Als Kuyper feststellen musste, dass auch in Den Haag ein Fortbestehen ihres Orchesters nicht möglich ist, nahm sie die Einladung Gordons an. 1923 gründete sie in London das London Women’s Symphony Orchestra, in dem sie erstmals auch die Blechbläser und Holzbläser vollständig weiblich besetzen konnte. Nach der Gründung im Oktober folgt bereits im Dezember die erste Aufführung, die mit großer Anerkennung durch Publikum und Presse angenommen wurde. Trotz des Zuspruches und Verbindungen zu des wichtigsten Personen des kulturellen Lebens, scheiterte die Finanzierung erneut. Aufgrund der besser gestellten Frauenbewegung in Amerika gründete sie 1924 in New York City das American Women’s Symphony Orchestra. Doch auch hier musste Kuyper eine ähnliche Entwicklung wie in London erleben. Zwar gab es wieder positive Resonanz, das Orchester wurde schnell sehr bekannt und Kuyper warb bei der Frau des Präsidenten für ihr Orchester, dennoch blieben die nötigen Subventionen und Spenden aus, sodass auch dieses Orchester im Oktober 1925 eines der letzten Konzerte gab, in dem „Dreams of the Hudson Waltz“ uraufgeführt wurde, welches anlässlich der „56th Convention of the N.Y. Federation of Women’s Clubs“ den amerikanischen Frauen gewidmet ist.
1925 – Rückkehr nach Europa
1925 kehrte sie nach Europa zurück und verbrachte ausgedehnte Zeiträume zur Erholung an unterschiedlichen Orten der Schweiz, begab sich aber auch regelmäßig nach Berlin, um dort erfolglos für ein Ruhegehalt zu streiten. Sie ließ sich bis 1940 weiterhin in die Komponisten- und Musikerverzeichnisse des Deutschen Reichs eintragen und sandte Petitionen bis zuletzt unter anderem auch an Joseph Goebbels, bis ihr aufgrund des Kriegsbeginns bewusst wurde, dass ihre Rentenansprüche illusorisch waren; sie war zudem mittlerweile ein Pflegefall. Sie verblieb ab 1939 in der Schweiz und starb 1953 in Muzzano in der Nähe von Lugano in bescheidenen Verhältnissen.

## Kompositionen (Auswahl)
- Violinsonate A-Dur op. 1
- Serenade für Orchester d-Moll op. 8 (mit dem Mendelssohn-Preis ausgezeichnet)
- Violinkonzert h-Moll op. 10
- Ballade für Violoncello und Orchester g-Moll op. 11
- Klaviertrio D-Dur op. 13
- Sechs Lieder op. 17
- Festkantate (1912)
- Streichquartett (1913)
- Sinfonie a-Moll (1920–26)

In der Musikabteilung der Staatsbibliothek Berlin befinden sich einige Ausgaben ihrer Werke, u. a. der Serenade op. 8, Ballade op. 11, des Klaviertrios op. 13 und der Sechs Lieder op. 17. Ein Teil ihres Œuvres muss derzeit als verschollen gelten.
Ihre frühen Werke lassen Einflüsse von Mendelssohn, Schumann und Brahms erkennen, auch von ihrem Lehrer Bruch. Ihre preisgekrönte Serenade enthält „modale Volksmusikanklänge“, die an Dvořák erinnern; die Sechs Lieder op. 17 sind von „gewagter Harmonik“ und Chromatik geprägt, die Richard Strauss nahekommen.

## Schriften
- Mein Lebensweg. In: Elga Kern (Hrsg.): Führende Frauen Europas. München 1999 [1928], S. 194–205.